# Donji Desinec
Donji Desinec je vesnice v Chorvatsku v Záhřebské župě. Je součástí opčiny města Jastrebarsko, od něhož se nachází 3 km severovýchodně. V roce 2011 zde žilo 799 obyvatel.
Vesnice leží na silnici D1. Sousedními vesnicemi jsou Breznik Plešivički, Goli Vrh a Gornji Desinec, sousedním městem Jastrebarsko.